# Carlo Gambino
Carlo „Don Carlo“ Gambino (24. srpna 1902, Palermo – 15. října 1976, Massapequa) byl italsko-americký mafián a boss, který byl v 60. letech 20. století vládcem amerického podsvětí. Je po něm pojmenována jedna z pěti tehdejších newyorských mafiánských rodin, rodina „Gambino“. Na vrchol moci se dostal po neúspěšné konferenci mafie v Apalachinu v roce 1957, jejíž neúspěch byl připisován dosavadnímu nejmocnějšímu bossovi, obávanému Vitu Genovesemu. Gambino byl velice schopný zákulisní hráč, který nedával najevo své emoce a postoje. V roce 1937 byl Gambino usvědčen z daňového úniku, ale jeho stíhání bylo odloženo. Dožil se věku 74 let a zemřel přirozenou smrtí, na srdeční infarkt, na loži, v přítomnosti kněze, který mu udělil poslední pomazání.

## Časný život
Carlo Gambino se narodil v roce 1902 v Palermu na Sicílii, v rodině, která patřila k Sicilské mafii. Gambino emigroval do Spojených států do Norfolku ve Virginii, v roce 1921, plavbou na lodi Vincenzo Florio, jako ilegální imigrant. Dále se cestoval do New Yorku, kde se spojil se svými bratranci Castellanovými. Díky nim se přidal ke zločinecké rodině pod vedením Salvatora „Toto“ D'Aquily, která tehdy patřila k největším zločineckým gangům v New Yorku. Tato rodina bude v budoucnu známa jako rodina Gambino. Gambinův strýc Giuseppe Castellano se v této době taktéž připojil k rodině bosse D'Aquily. Postupně se seznámil a zapojil do činnosti skupiny italsko-amerických a židovských gangsterů, která zahrnovala budoucí významné členy podsvětí, jako byl Frank „premiér“ Costello , Albert „Mad Hatter“ Anastasia, Frank Scalice, Gaetano „Tommy Brown“ Luchese, Joe Adonis, Vito Genovese, Meyer Lansky, Benjamin „Bugsy“ Siegel a Charles „Lucky“ Luciano, jeden z budoucích nejmocnějších šéfů mafie. Skupina se postupně zapojila do nejrůznější závažné kriminality, jako jsou loupežná přepadení, krádeže a nelegální hazard. S příchodem prohibice se skupina zapojila do nelegálních obchodů s alkoholem, které jim financoval významný a velmi bohatý obchodník a gambler Arnold „The Brain“ Rothstein a skupina tak získala velkou výhodu v podobě neomezeného kapitálu.

## Castellammarská válka
V roce 1925 připlul do New Yorku Salvatore Maranzano, který se díky penězům a podpoře sicilských donů okamžitě zapojil do organizovaného zločinu s cílem absolutně ovládnout newyorské podsvětí. Brzy ovládl rodinu, která bude v budoucnu známa jako rodina Bonanno a v roce 1930 se stal jejím bossem. Díky svým aktivitám, mezi které patřilo pašování a výroba nelegálního alkoholu, vydírání, organizace hazardu, se brzy dostal do konfliktu s tehdy nejmocnějším bossem Giuseppem Masseriou. Masseria nechal 10. října 1928 zlikvidovat svého největšího konkurenta Salvatora D'Aquilu, který stál v cestě jeho touze stát se šéfem všech šéfů. Poslední, kdo Masseriovi stál v cestě, byl Salvatore Maranzano, který měl stejné ambice. Brzy se mezi oběma muži rozhořel konflikt, který vešel ve známost jako Castellammarská válka. Masseria požadoval od každého zločince pod jeho vlivem absolutní loajalitu a jakékoliv pochybení okamžitě trestal smrtí. Castellammarská válka vyvrcholila v letech 1930 až 1931 sérií vzájemných vražd mezi oběma klany. Rodina zavražděného bosse Salvatora D'Aquily, jejímž stále významnějším členem byl Carlo Gambino, se přidala na stranu Masserii. V Masseriově gangu působil Lucky Luciano, Frank Costello, Vito Genovese, Bugsy Siegel, Albert Anastasia a Frank Scalice. V Maranzanově Castellammarském gangu působil Joseph Bonanno (budoucí boss této rodiny), Stefano Magaddino a dále s nimi spolupracoval Joseph Profaci a jeho rodina, která zahrnovala mimo jiné i Josepha Magliocco, který byl bratrancem Josepha Bonanna. V neposlední řadě byl na Maranzanově straně i Gaetano „Tommy“ Lucchese.
V průběhu konfliktu však lidé přecházeli z jedné strany na druhou a tak původní rozdělení přestalo platit. Válka gangů velmi vyčerpávala finance obou stran a výrazně narušovala jejich kriminální aktivity, zejména výnosný alkoholový obchod. Proto bylo nezbytné válku co nejdříve ukončit. Mladí italští gangsteři, soustředění kolem Luciana a Gambina si také začali uvědomovat, že v konečném důsledku může válka oslabit, či úplně zničit, italsko-americký organizovaný zločin, na jehož místo se díky jejich slabosti začaly dostávat irské a židovské kriminální skupiny. Velmi dobře si uvědomili, že Maranzano i Masseria jsou mafiáni ze „staré školy“ mající přežité návyky a požadavky a jejich další působení v čele mafie je kontraproduktivní a škodlivé. Luciano vymyslel plán.
Luciano, který původně pracoval pro Masseriu, 15. dubna 1931 spolu s Meyerem Lanskym připravil jeho vraždu. Odehrála se v restauraci, když Luciano s Masseriou obědvali. Luciano odešel na toaletu a mezitím čtyři střelci Masseriu zastřelili přímo před očima personálu a hostů restaurace. První krok byl uskutečněn.
Maranzano tímto vyhrál Castellammarskou válku. Prohlásil se Capem di tutti capi (šéfem všech šéfů, bossem všech bossů) a učinil Luciana svým mužem číslo jedna. Postupně si však přestali důvěřovat a oba připravovali vraždu toho druhého. Luciano byl ale rychlejší. 10. září 1931 vstoupili do Maranzanovy kanceláře čtyři muži, kteří se představili jako daňoví úředníci. Když Maranzano slyšel rámus z chodby, vyšel se z kanceláře kouknout, co se děje, přičemž si rozepnul sako, aby byla vidět jeho pistole. Útočníci ho měli jen pobodat, ale kvůli změně situace ho zastřelili. Podle legendy měl toho dne Luciano zabít ještě desítky Maranzanových věrných, ve skutečnosti však zemřeli jen asi dva nebo tři. Po smrti Masserii a Maranzana se Luciano dostal do čela newyorské mafie. V roce 1931 zrušil místo Capa di tutti capi a zavedl decentralizovanou strukturu. Do mafie přivedl i ostatní etnika, nejenom Sicilany. Rodiny si rozdělily teritoria a sféry vlivu. Nejvyšším orgánem byla tzv. Komise, skládající se z bossů.